# Sevens Grand Prix Series 2013
El Sevens Grand Prix Series de 2013 fue la decimosegunda temporada del circuito de selecciones nacionales masculinas europeas de rugby 7.

## Calendario
| Torneo                 | Ciudad   | Fecha               | Campeón    |
| ---------------------- | -------- | ------------------- | ---------- |
| Seven de Lyon 2013     | Lyon     | 8-9 de junio        | Inglaterra |
| Seven de Bucarest 2013 | Bucarest | 21-22 de septiembre | Inglaterra |

## Tabla de posiciones
| Pos | País       | FRA | RUM | Puntos |
| --- | ---------- | --- | --- | ------ |
| 1   | Inglaterra | 20  | 20  | 40     |
| 2   | Francia    | 15  | 18  | 33     |
| 3   | Rusia      | 18  | 15  | 33     |
| 4   | Portugal   | 12  | 12  | 24     |
| 5   | Italia     | 4   | 14  | 18     |
| 6   | Escocia    | 10  | 7   | 17     |
| 7   | Gales      | 14  | 3   | 17     |
| 8   | Georgia    | 1   | 10  | 11     |
| 9   | Rumania    | 6   | 4   | 10     |
| 10  | Alemania   | 3   | 6   | 9      |
| 11  | España     | 7   | 2   | 9      |
| 12  | Ucrania    | 2   | 1   | 3      |

| Bandera de Inglaterra |
| Campeón Inglaterra    |
| Segundo título        |